# Moormakaak
De moormakaak (Macaca maura)  is een soort van het geslacht makaken (Macaca). De wetenschappelijke naam van de soort werd voor het eerst geldig gepubliceerd door Heinrich Ruldof Schinz in 1825.

## Voorkomen
De soort komt uitsluitend voor op Sulawesi.